# Aubrey Plaza
Aubrey Christina Plaza (Wilmington, Delaware, 26 juni 1984) is een Amerikaanse actrice, komiek en producer. Sinds 2009 verscheen Plaza in verscheidene films en series. Ze is vooral bekend als April Ludgate uit de NBC sitcom Parks and Recreation. Ook speelt ze Lenny Busker in de FX Networks serie Legion. In juni 2019 verscheen Child's Play, een remake van de gelijknamige horrorfilm uit 1988, waarin ze een van de hoofdrollen speelt.
Haar carrière begon bij het Amerikaanse Upright Citizens Brigade Theater in New York, waar ze vooral improvisatie en korte sketches opvoerde. In 2009 begon Parks and Recreation, waarin Plaza de rol van April Ludgate op zich nam. Tegelijkertijd werd ze gecast in haar eerste paar films: Mystery Team (2009) en Funny People (2009). Hierna verscheen Plaza in films als Scott Pilgrim vs. the World (2010), Safety Not Guaranteed (2012), The To Do List (2013), Life After Beth (2014), Dirty Grandpa (2016), Mike and Dave Need Wedding Dates (2016), The Little Hours (2017), Ingrid Goes West (2017), An Evening with Beverly Luff Linn (2018) en Child’s Play (2019). Voor The Little Hours (2017) en Ingrid Goes West (2017) was ze tevens producer.

## Leven

### Jeugd
Plaza werd in Wilmington, Delaware geboren op 26 juni 1984. Haar vader, David, komt uit Puerto Rico. Haar moeder, Bernadette, heeft Ierse roots. Aubrey heeft twee jongere zusjes, Natalie en Renee.
Plaza is vernoemd naar het gelijknamige lied van Bread.
Plaza ging naar Ursuline Academy, een katholieke school voor meisjes in Wilmington. Haar interesse in de wereld van acteren begon bij de Wilmington Drama League, waar ze meespeelde in allerlei producties en veel achter de schermen hielp. Ze heeft film en televisie productie gestudeerd aan New York University's Tisch School of the Arts, waar ze in 2006 haar diploma behaalde.
Toen Plaza 20 jaar oud was kreeg ze een beroerte, die haar tijdelijk verlamde en haar spraak aantastte. Een aantal jaar later kreeg ze er nogmaals een, ditmaal een kleinere. Ze is volledig hersteld.

### Carrière

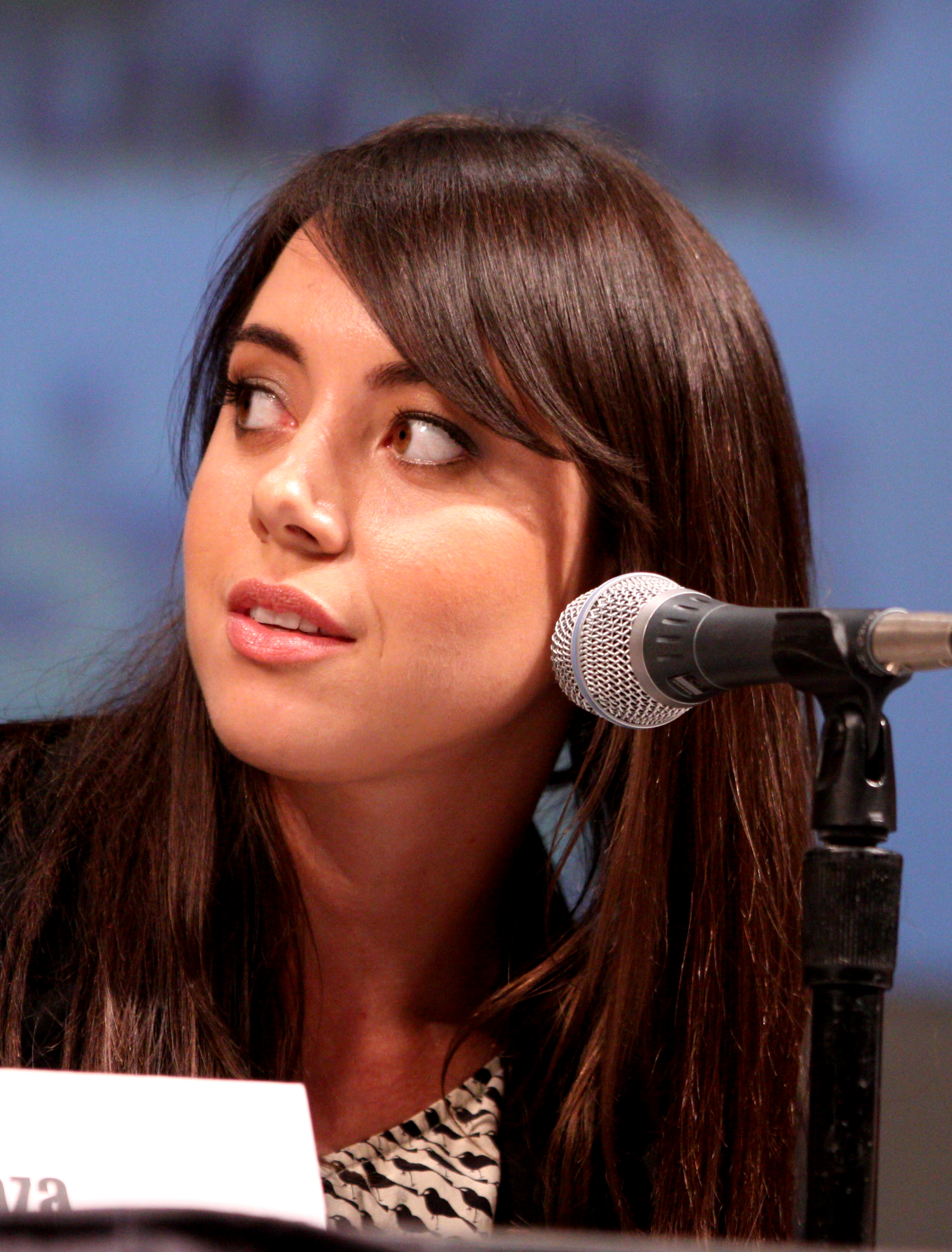
Plaza op de San Diego Comic-Con in 2010

Plaza heeft veel stages gelopen, onder andere bij het Amerikaanse televisie- en radionetwerk NBC. In 2004 werd Plaza lid van de Upright Citizens Brigade Theater in New York, waar ze optrad als komiek. Af en toe treedt Plaza nog op als stand-upcomedian.
Plaza komt voor in webseries als The Jeannie Tate Show en ESPN’s Mayne Street. Ook speelt ze in veel online sketches, zoals Terrible Decisions with Ben Schwartz van Funny or Die
Van 2009 tot 2015 speelde ze April Ludgate in Parks and Recreation, waardoor veel mensen haar leerden kennen. Tegelijkertijd speelde ze bijrollen in veel films. In 2012 werd ze voor het eerst gecast in de hoofdrol van een film, dit was Safety Not Guaranteed. Sindsdien is Plaza steeds vaker te zien als filmster. Vanaf 2017 duikt ze ook op achter de schermen, wanneer ze als producer gaat werken aan de films Ingrid Goes West en The Little Hours, waarin ze ook de hoofdrollen speelt. Ondertussen speelt ze ook nog Lenny Busker, een van de hoofdrollen in de FX serie Legion.
Hiernaast heeft Plaza ook regelmatig gastrollen in allerlei andere programma’s. In Criminal Minds speelt ze Cat Adams, een terugkomend personage in afleveringen uit seizoen 11 en 12. Verder komt ze ook weleens voor in de Engelse Drunk History, Portlandia, en Easy. Plaza zat ook een keer in de jury bij RuPaul’s Drag Race All Stars.

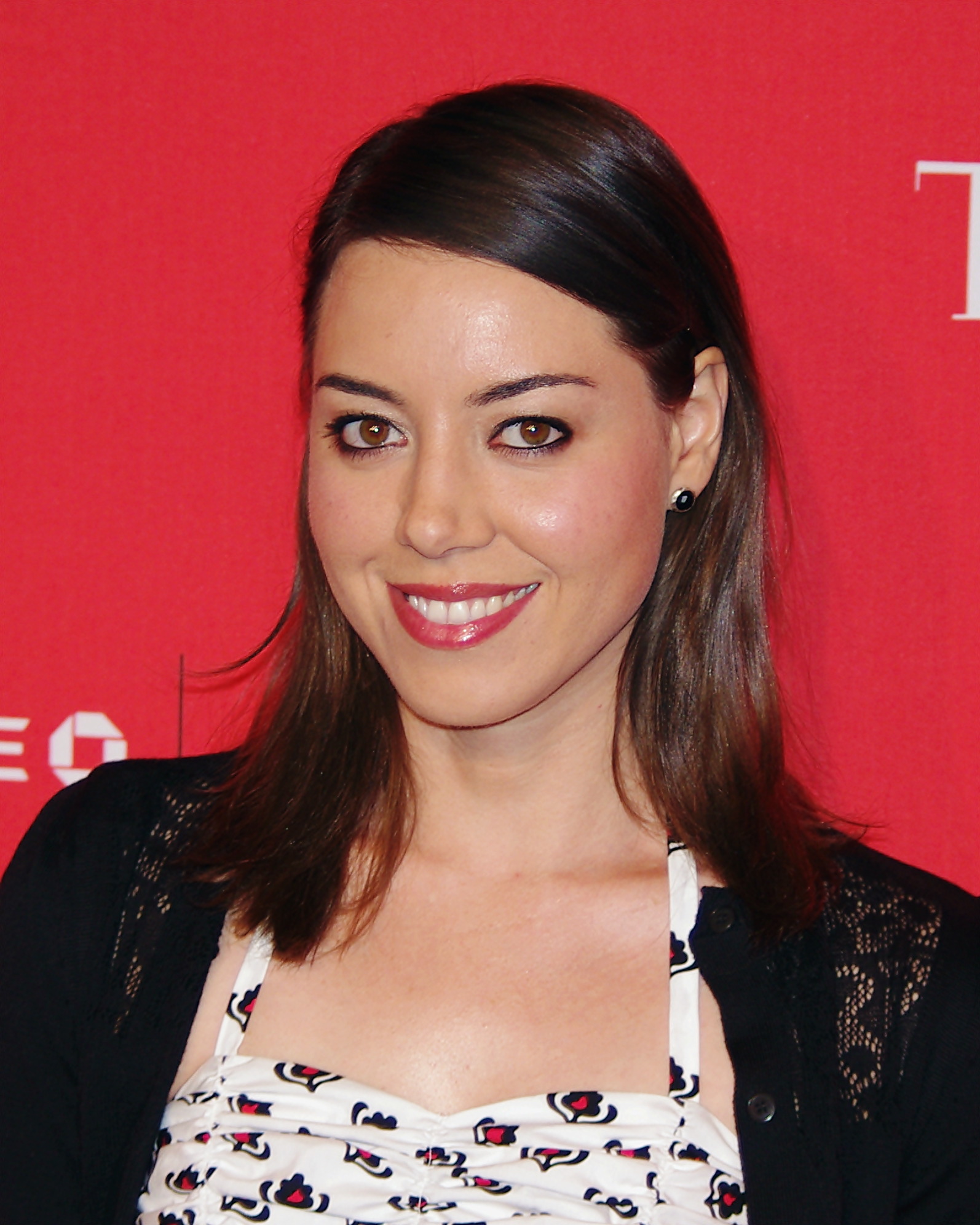
Plaza in 2012

Plaza is naast actrice en producer ook stemactrice. Ze is de officiële stem van Grumpy Cat, te horen in de film Grumpy Cat’s Worst Christmas Ever (2014). Ook in Monsters University (2013) hoort men haar stem. Plaza heeft ook stemmen ingesproken voor televisieprogramma’s zoals De Legende van Korra, Golan the Insatiable en Castle.
Op 23 februari 2019 was Plaza de host van de 34e Independent Spirit Awards.
In 2019 speelde Plaza Karen Barclay in Child's Play, een remake van de gelijknamige horrorfilm uit 1988.

### Privéleven
Plaza had vanaf 2011 een relatie met Jeff Baena, schrijver en regisseur van films. Ze woonden samen in Los Angeles en trouwden in 2021. Ze werkten samen aan Life After Beth (2014), Joshy (2016), en The Little Hours (2017). Baena benam zich van het leven op 3 januari 2025.
In 2016 bevestigde Plaza dat ze op zowel mannen als vrouwen valt.

## Filmografie

### Film
| Jaar | Titel                                         | Rol                  | Opmerkingen        | Bronnen |
| ---- | --------------------------------------------- | -------------------- | ------------------ | ------- |
| 2006 | Killswitch                                    | Meisje met Hoofdwond | Korte film         |         |
| 2006 | In Love                                       | Julie                | Korte film         |         |
| 2009 | Mystery Team                                  | Kelly Peters         |                    |         |
| 2009 | Funny People                                  | Daisy Danby          |                    |         |
| 2010 | Scott Pilgrim vs. the World                   | Julie Powers         |                    |         |
| 2011 | Damsels in Distress                           | Debbie               |                    |         |
| 2011 | Someday This Pain Will Be Useful to You       | Jeanine Breemer      |                    |         |
| 2011 | 10 Years                                      | Olivia               |                    |         |
| 2012 | Safety Not Guaranteed                         | Darius Britt         |                    |         |
| 2012 | A Glimpse Inside the Mind of Charles Swan III | Marnie               |                    | [ 20 ]  |
| 2013 | From Up on Poppy Hill                         | Sachiko Hirokouji    | Engelse stem       |         |
| 2013 | She Said, She Said                            | Vrouw in het Park    | Korte film         |         |
| 2013 | Failure                                       | Vrouw                | Korte film         |         |
| 2013 | The End of Love                               | Aubrey               |                    |         |
| 2013 | The To Do List                                | Brandy Klark         |                    |         |
| 2013 | The Necessary Death of Charlie Countryman     | Ashley               |                    |         |
| 2013 | Monsters University                           | Claire Wheeler       | Stem               | [ 21 ]  |
| 2013 | Center Jenny                                  | Monika Nark          |                    |         |
| 2014 | Life After Beth                               | Beth Slocum          |                    | [ 22 ]  |
| 2014 | About Alex                                    | Sarah                |                    | [ 23 ]  |
| 2014 | Ned Rifle                                     | Susan                |                    | [ 24 ]  |
| 2014 | Playing It Cool                               | Mallory              |                    | [ 25 ]  |
| 2014 | Grumpy Cat's Worst Christmas Ever             | Grumpy Cat           | Stem               |         |
| 2015 | Addicted to Fresno                            | Kelly                |                    |         |
| 2015 | The Driftless Area                            | Jean                 |                    |         |
| 2016 | Dirty Grandpa                                 | Lenore               |                    |         |
| 2016 | Joshy                                         | Jen                  |                    |         |
| 2016 | The Pistol Shrimps                            | Zichzelf             | Documentaire       |         |
| 2016 | Mike and Dave Need Wedding Dates              | Tatiana              |                    |         |
| 2017 | Take My Nose... Please!                       | Zichzelf             | Documentaire       |         |
| 2017 | The Little Hours                              | Fernanda             | Tevens producer    | [ 26 ]  |
| 2017 | Ingrid Goes West                              | Ingrid Thorburn      | Tevens producer    |         |
| 2018 | An Evening with Beverly Luff Linn             | Lulu Danger          |                    |         |
| 2019 | The Ark and the Aardvark                      | Brain                | Stem; In productie | [ 27 ]  |
| 2019 | Child's Play                                  | Karen Barclay        |                    | [ 28 ]  |
| 2024 | Megalopolis                                   |                      |                    |         |
| 2024 | My Old Ass                                    | de oudere Elliott    |                    |         |
| 2025 | Honey Don't!                                  | mysterieuze vrouw    |                    |         |

### Televisie
| Jaar      | Titel                         | Rol                       | Opmerkingen |
| --------- | ----------------------------- | ------------------------- | --- |
| 2006      | 30 Rock                       | NBC gids                  | Aflevering: “Tracy Does Conan" |
| 2009–2015 | Parks and Recreation          | April Ludgate             | 125 afleveringen Genomineerd—ALMA Award voor Favoriete TV Actrice—Ondersteunende Rol (2011) Genomineerd—ALMA Award voor Favoriete TV Actrice—Hoofdrol In Een Komedie (2012) Genomineerd—Imagen Award voor Beste Ondersteunende Actrice—Televisie (2010, 2012–2013) |
| 2011      | Portlandia                    | Beth / Boekenwinkel Klant | 3 afleveringen |
| 2011      | Food Network Star             | Zichzelf                  | Gast jurylid, Aflevering: "Comedy Roast" (Seizoen 7 Aflevering 9) |
| 2012      | NTSF:SD:SUV::                 | The Rememberer            | Aflevering: "Wasila Hills Cop" |
| 2013–2014 | De Legende van Korra          | Eska                      | Engelse stem, 12 afleveringen |
| 2013      | Drunk History                 | Sacagawea                 | Aflevering: "Nashville" |
| 2013      | Maron                         | Zichzelf                  | Aflevering: "Jen Moves to L.A." |
| 2014–2015 | Welcome to Sweden             | Zichzelf                  | 6 afleveringen |
| 2015      | Golan the Insatiable          | Dylan Beekler             | Stem, 6 afleveringen |
| 2015      | Castle                        | Lucy                      | Stem, 4 afleveringen |
| 2016      | SpongeBob SquarePants         | Nocturna                  | Engelse stem, Aflevering: "Mall Girl Pearl" |
| 2016      | Comedy Bang! Bang!            | Lady Aubrey / Zichzelf    | Aflevering: "Aubrey Plaza Wears a Velvet Off-the-Shoulder Gown With Flowers in Her Hair" |
| 2016      | RuPaul's Drag Race All Stars  | Zichzelf                  | Gast jurylid, Aflevering: "Family That Drags Together” (Seizoen 2) |
| 2016      | Drunk History                 | Aaron Burr                | Aflevering: "Hamilton" |
| 2016      | HarmonQuest                   | Hawaiian Coffee           | Aflevering: "Manoa Prison Hole" |
| 2016–2017 | Criminal Minds                | Cat Adams                 | 3 afleveringen |
| 2017–2019 | Legion                        | Lenny Busker              | 27 afleveringen Genomineerd—MTV Movie Award voor Beste Schurk (2018) Genomineerd—Imagen Award voor Beste Actrice—Televisie (2018) |
| 2017      | Easy                          | Lindsay                   | Aflevering: "Package Thief" |
| 2018      | The Joker's Wild              | Zichzelf                  | 3 afleveringen |
| 2019      | 34e Independent Spirit Awards | Zichzelf                  | Presentatrice |
| 2024      | Monsters at Work              | Claire Worthington        | Stem, 4 afleveringen |
| 2024      | Agatha All Along              | Death / Rio Vidal         | 6 afleveringen |

### Muziekvideo's
| Jaar | Titel                              | Artiest(en)                  | Rol             | Bronnen |
| ---- | ---------------------------------- | ---------------------------- | --------------- | ------- |
| 2012 | "Hollywood Cemetery Forever Sings" | Father John Misty            | Vrouw           | [ 29 ]  |
| 2013 | "Rouse Yourself"                   | JC Brooks & the Uptown Sound | Vrouw           | [ 30 ]  |
| 2014 | "Bona Fide"                        | Cassorla                     | Vrouw in Bootje |         |